# 黑暗騎士三部曲
《黑暗騎士三部曲》（英語：The Dark Knight Trilogy）是一个超級英雄電影系列三部曲的統稱，改編自DC漫畫角色蝙蝠俠。三部曲中包含了《蝙蝠俠：開戰時刻》（2005年）、《黑暗騎士》（2008年）和《黑暗騎士：黎明昇起》（2012年）三部电影，全部由克里斯多福·諾蘭執導，克里斯汀·貝爾飾演蝙蝠俠，並由麥可·凱恩、蓋瑞·歐德曼、摩根·弗里曼等著名演員主演。

## 作品

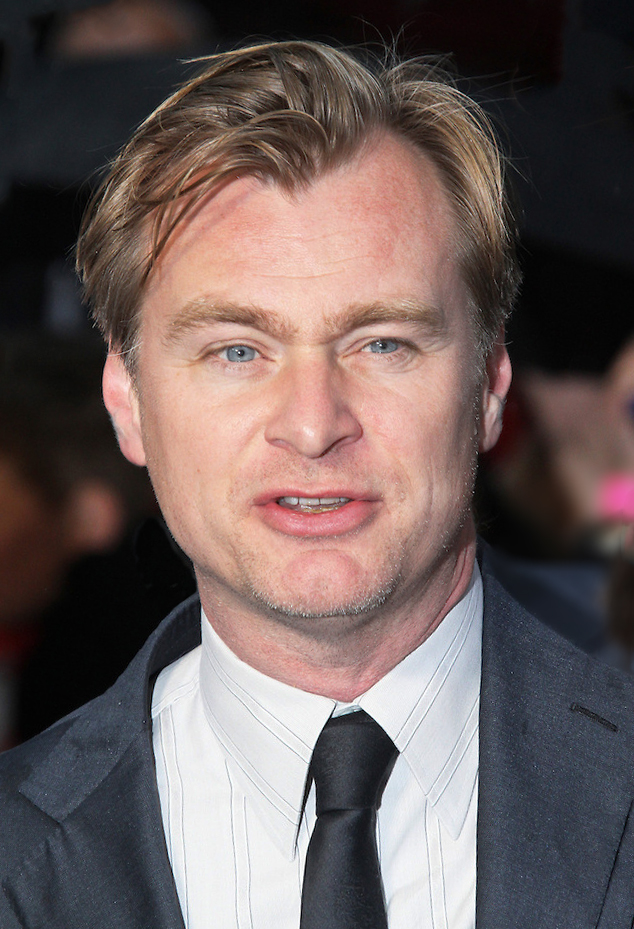
《黑暗騎士三部曲》由克里斯托弗·诺兰執導

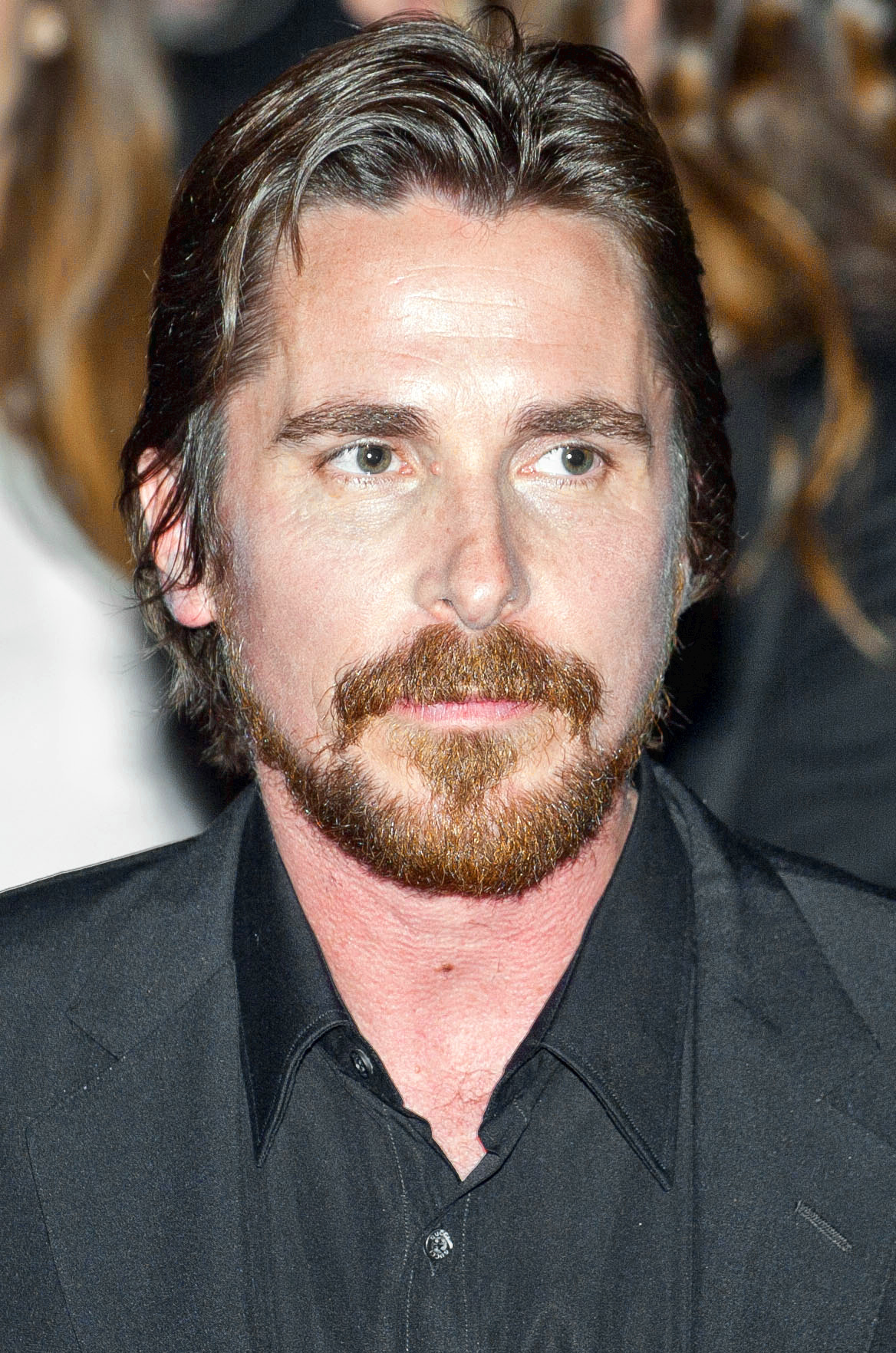
克里斯汀·貝爾在《黑暗騎士三部曲》中扮演蝙蝠侠

### 《蝙蝠俠：開戰時刻》（2005）
當華納兄弟決定將蝙蝠俠起源故事改編成電影時，擔任重啟版電影導演的喬斯·溫登於2002年12月時宣佈不再執導 。而接任執導的導演兼編劇克里斯多福·諾蘭和另一位編劇大衛·S·高耶於2003年初開始為《蝙蝠俠：開戰時刻》出力，旨在建立一個更黑暗、更逼真的基調，人性和現實主義將成為電影的基礎。電影的拍攝工作主要是在英國和芝加哥進行的，電影的中特技鏡頭主要使用的是傳統的特技手段和比例模型，儘可能少用電腦繪圖來達成。克里斯汀·貝爾扮演蝙蝠俠，連恩·尼遜飾演忍者大師（一度偽裝成聯盟招募者—亨利·杜卡），席尼·墨菲出演稻草人，凱蒂·荷姆斯詮釋蝙蝠俠青梅竹馬的鄰家女孩—瑞秋·道斯。此外，電影還特別製作了一輛新的蝙蝠車和蝙蝠衣。
《蝙蝠俠：開戰時刻》於2005年6月15日上映，獲得了商業和評論上的雙豐收。在美國和加拿大的3858家電影院首周入賬即達4800萬美元，全球總票房3.74億美元，爛蕃茄上的「新鮮度」為85%。評論家指出恐懼是一個貫穿電影始終的主題，並表示與以往的電影相比，《蝙蝠俠：開戰時刻》的基調也更加陰暗。影片獲得了第78屆奧斯卡金像獎攝影獎提名，另外還有3項英國電影學院獎提名，並在《帝國》雜誌上評選的史上500部最佳電影中名列第81位，截止2013年6月仍然保持在互聯網電影資料庫上的「Top 250」中。

### 《黑暗騎士》（2008）
《蝙蝠俠：開戰時刻》的成功，使克里斯多福·諾蘭繼續出任導演，並請來他的弟弟強納森一起編寫續集的劇本，克里斯汀·貝爾也回歸《黑暗騎士》繼續扮演蝙蝠俠。希斯·萊傑和亞倫·艾克哈特加盟分別飾演電影中的反派—小丑和雙面人。電影的主體拍攝工作於2007年4月至11月在芝加哥進行，其它拍攝地點包括英國和香港。2008年1月22日，已經參加完電影拍攝的希斯·萊傑因處方藥品事故不幸逝世，年僅28歲。華納兄弟公司原本為《黑暗騎士》展開了病毒營銷，開發了宣傳網站和預告片，還使用了萊傑扮演小丑的醒目照片。不過萊傑去世後，公司也重新調整了宣傳手段。電影獲得了很好的評價，並且創下了多項票房方面的紀錄，全球電影票房收入更突破10億美元，並成為首部全球票房逾10億美元的蝙蝠俠電影和2008年全球票房最高的電影，以及克里斯多福·諾蘭首部全球票房逾10億美元的電影；此外影片還在第81屆奧斯卡金像獎角逐中獲得了8項提名，並最後拿下音效剪輯獎和男配角獎（希斯·萊傑）。

### 《黑暗騎士：黎明昇起》（2012）
《黑暗騎士：黎明昇起》作為諾蘭的黑暗騎士三部曲的最終作品，他希望這部電影的故事情節可以讓他在情感上保持投入。「在一個更加表面化的層次上，我必須思考一個問題」，他說，「有哪些系列的第三部電影被認為是一部佳作？」他重新回到起點來尋找一個必要的方式繼續這個故事，但擔心會在拍攝中途時發現續集變得有些多餘。2008年12月，諾蘭初步完成了一個故事大綱，然後接拍了《全面啟動》。2010年2月，大衛·S·高耶和喬納森·諾蘭開始創作劇本。之後高耶離開去參加《超人：鋼鐵英雄》的拍攝，而喬納森則繼續根據自己哥哥和高耶的構想進行編寫。湯姆·哈迪和安妮·海瑟薇也加盟本片分別出演班恩和貓女。約瑟夫·高登-萊維特獲選出演約翰·布萊克，此外加盟的還有瑪莉詠·柯蒂亞，電影於2011年5月開拍至11月結束。諾蘭選擇不採用3D技術來進行拍攝，不過使用了IMAX格式來提高畫面解析度和規模，希望可以在保持電影與前兩部風格一致的同時也可以推動技術的進步。諾蘭與IMAX副總裁大衛·奈特利有過數次會面，商討在數位IMAX電影院放映的物流運輸安排。《黑暗騎士：黎明昇起》中使用IMAX拍攝的鏡頭數量要多於《黑暗騎士》。攝影師瓦利·費思特曾表示有意將整部電影都用IMAX拍攝。
《黑暗騎士：黎明昇起》上映後獲得了不錯的評價，並且票房上更勝前作，達到10.81億美元，使其成為第二部全球票房逾10億美元的蝙蝠俠系列電影作品。

## 編劇及製片人
| 電影                   | 美國上映日期  | 導演            | 故事                          | 劇本                          | 製片人                                      | 發展商   |
| ---------------------- | ------------- | --------------- | ----------------------------- | ----------------------------- | ------------------------------------------- | -------- |
| 《蝙蝠俠：開戰時刻》   | 2005年6月25日 | 克里斯多福·諾蘭 | 大衛·S·高耶                   | 克里斯多福·諾蘭 & 大衛·S·高耶 | 查爾斯·羅文 & 艾瑪·湯瑪斯 & 賴瑞·J·佛朗科   | 華納兄弟 |
| 《黑暗騎士》           | 2008年7月18日 | 克里斯多福·諾蘭 | 克里斯多福·諾蘭 & 大衛·S·高耶 | 強納森·諾蘭 & 克里斯多福·諾蘭 | 艾瑪·湯瑪斯 & 查爾斯·羅文 & 克里斯多福·諾蘭 | 華納兄弟 |
| 《黑暗騎士：黎明昇起》 | 2012年7月20日 | 克里斯多福·諾蘭 | 克里斯多福·諾蘭 & 大衛·S·高耶 | 強納森·諾蘭 & 克里斯多福·諾蘭 | 艾瑪·湯瑪斯 & 查爾斯·羅文 & 克里斯多福·諾蘭 | 華納兄弟 |

## 人物
|                      | 蝙蝠俠：開戰時刻 （2005）                  | 黑暗騎士 （2008）                          | 黑暗騎士：黎明昇起 （2012）                |
| -------------------- | ------------------------------------------ | ------------------------------------------ | ------------------------------------------ |
| 布魯斯·韋恩 蝙蝠俠   | 克里斯汀·貝爾                              | 克里斯汀·貝爾                              | 克里斯汀·貝爾                              |
| 阿福·潘尼沃斯        | 麥可·凱恩                                  | 麥可·凱恩                                  | 麥可·凱恩                                  |
| 詹姆斯·高登局長      | 蓋瑞·歐德曼                                | 蓋瑞·歐德曼                                | 蓋瑞·歐德曼                                |
| 瑞秋·道斯            | 凱蒂·荷姆斯                                | 瑪姬·葛倫霍                                | 瑪姬·葛倫霍（照片形式）                    |
| 盧修斯·福克斯        | 摩根·弗里曼                                | 摩根·弗里曼                                | 摩根·弗里曼                                |
| 亨利·杜卡 忍者大師   | 連恩·尼遜                                  |                                            | 連恩·尼遜 喬希·潘斯（年輕時代）            |
| 強納森·克萊恩 稻草人 | 希里安·墨菲                                | 希里安·墨菲                                | 希里安·墨菲                                |
| 卡麥·法爾康尼        | 湯姆·威金森                                |                                            |                                            |
| 威廉·厄爾            | 魯格·豪爾                                  |                                            |                                            |
| 湯瑪士和瑪莎·韋恩    | 萊納斯·羅徹和莎拉·史都華（本人和照片形式） | 萊納斯·羅徹和莎拉·史都華（本人和照片形式） | 萊納斯·羅徹和莎拉·史都華（本人和照片形式） |
| 忍者大師（替身）     | 渡邊謙                                     |                                            |                                            |
| 吉利恩·洛布          | 克林·麥克法蘭                              | 克林·麥克法蘭                              |                                            |
| 小丑                 |                                            | 希斯·萊傑                                  |                                            |
| 哈維·丹特 雙面人     |                                            | 亞倫·艾克哈特                              | 亞倫·艾克哈特（照片形式）                  |
| 安東尼·賈史亞市長    |                                            | 內斯特·卡博內爾                            | 內斯特·卡博內爾                            |
| 薩爾·馬洛尼          |                                            | 埃里克·罗伯茨                              |                                            |
| 劉先生               |                                            | 黃經漢                                     |                                            |
| 安娜·拉米雷斯        |                                            | 莫妮卡·嘉布蕾拉·坎恩                       |                                            |
| 接待员               |                                            | 陳冠希                                     |                                            |
| 瑟琳娜·凱爾 貓女     |                                            |                                            | 安·海瑟薇                                  |
| 班恩                 |                                            |                                            | 湯姆·哈迪                                  |
| 約翰·布雷克 羅賓     |                                            |                                            | 喬瑟夫·高登-李維                           |
| 米蘭達·泰特 塔莉亞   |                                            |                                            | 瑪莉詠·柯蒂亞                              |
| 彼得·福利            |                                            |                                            | 馬修·莫汀                                  |
| 約翰·達格特          |                                            |                                            | 班·曼德森                                  |
| 菲利普·史崔佛        |                                            |                                            | 伯恩·戈曼                                  |

## 反響

### 票房
| 電影               | 上映日期      | 票房收入     | 票房收入     | 票房收入       | 預算        | 來源參考 |
| 電影               | 上映日期      | 北美         | 其他地區     | 全球           | 預算        | 來源參考 |
| ------------------ | ------------- | ------------ | ------------ | -------------- | ----------- | -------- |
| 蝙蝠俠：開戰時刻   | 2005年6月25日 | $206,852,432 | $166,809,514 | $373,661,946   | $1.5億美元  | [ 33 ]   |
| 黑暗騎士           | 2008年7月18日 | $534,858,444 | $471,115,201 | $1,005,973,645 | $1.85億美元 | [ 34 ]   |
| 黑暗騎士：黎明昇起 | 2012年7月20日 | $448,139,099 | $633,003,513 | $1,081,142,612 | $2.5億美元  | [ 35 ]   |

### 評價
| 電影               | 爛番茄          | Metacritic    | 影院評分 |
| ------------------ | --------------- | ------------- | -------- |
| 蝙蝠俠：開戰時刻   | 84% (270個評論) | 70 (41個評論) | A        |
| 黑暗騎士           | 94% (325個評論) | 82 (39個評論) | A        |
| 黑暗騎士：黎明昇起 | 87% (336個評論) | 78 (45個評論) | A        |